# Мур, Байрон
Байрон Кёртис Мур (англ. Byron Curtis Moore; 24 августа 1988, Сток-он-Трент, Англия) — английский футболист, играющий на позиции нападающего, игрок клуба «Телфорд Юнайтед».

## Карьера
Мур начал свою карьеру в чеширском клубе «Кру Александра», окончив академию клуба, чтобы стать профессионалом на «Грести Роуд». Его заметили в возрасте пятнадцати лет во время игры за команду старшей школы Сэндона, представляющей школьников города Сток-он-Трент. Прежде чем дебютировать за «Кру», Байрона для получения игровой практики отправили в скромный «Кидсгров Атлетик», за который он сыграл 15 матчей и забил 5 голов. Вернувшись из аренды, Мур дебютировал за железнодорожников 11 августа 2007 года, заменив на последней минуте матча травмированного игрока основы, Райана Лоу, и помог команде победить «Брайтон энд Хоув Альбион» (2:1).